# Johnnys Island
Johnnys Island – niezamieszkana wyspa z archipelagu Wysp Belchera, w regionie Qikiqtaaluk, na terytorium Nunavut, w Kanadzie. Sąsiaduje m.in. z wyspami: La Duke Island, Mavor Island, Fair Island, Karlay Island i Mata Island.